# Parafia św. Józefa w Kobułtach
Parafia św. Józefa w Kobułtach – parafia rzymskokatolicka, znajdująca się w archidiecezji warmińskiej, w dekanacie Biskupiec Reszelski. W parafii posługują księża diecezjalni. Według stanu na październik 2018 proboszczem parafii był ks. kap. hon. mgr Andrzej Antonowicz. 